# Bernd Kleinow
Bernd Kleinow (* 1950 in Ost-Berlin) ist ein deutscher Mundharmonikaspieler. Er zeichnet sich durch seine musikalische Vielfalt (Blues, Rock, Pop, Spirituals und Filmmusik) und einen eigenen, unverwechselbaren Harp-Stil aus. In der DDR war Kleinow ein wichtiger Vertreter der Bluesszene.

## Musikalische Entwicklung
Bernd Kleinow studierte in der DDR Nachrichtentechnik an der Dresdner Verkehrshochschule
und arbeitete als Diplomingenieur für Nachrichtentechnik, bevor er 1984 Berufsmusiker wurde. Er ist Autodidakt und seit 1974 als Musiker aktiv. Kleinow begann als Solist und stand zu dieser Zeit mit allen namhaften Bands der DDR-Bluesszene auf der Bühne. Von 1975 bis 1985 war er Mitglied der Stefan Diestelmann Folk Blues Band. Ab Mitte der 1980er Jahre war er an verschiedenen Studioproduktionen, unter anderen mit Günther Fischer, Hansi Biebl und Jürgen Kerth, beteiligt. Gemeinsam mit Matthias Gemeinhardt war er als Blue Spirit erfolgreich. 1990 begann seine Zusammenarbeit mit dem Westberliner Bluesgitarristen ST.
Das Capital Blues Duo wurde nach zehnjähriger Arbeit aufgelöst. Seitdem arbeitet Kleinow mit dem Blues- und Boogie-Pianisten Thomas Stelzer zusammen, gründete gemeinsam mit Lutz Kowalewski von der Feedback Blues Band das Duo Unlimited Blues und ist zeitweilig mit Hansi Biebl und Eberhard Stolle zu hören.
Kleinow war an der Produktion von 20 Langspielplatten und 17 CDs beteiligt. Zu den bekanntesten Plattenproduktionen zählen die Alben Stefan Diestelmann Folk Blues Band und Hofmusik mit Stefan Diestelmann, Komm herein und Gloriosa mit Jürgen Kerth, Das einzige Leben und Schlaraffenberg mit Karussell und Let The Good Times Roll mit Zenit. Aktuell tritt Kleinow zusammen mit Bluesrudy in der Blues Incorporated auf. 2011 erschien seine erste eigene CD The Harp.